# الميهال (القفر)

تعديل مصدري - تعديل

الميهال هي إحدى قرى عزلة بني سيف العالي بمديرية القفر التابعة لمحافظة إب، بلغ تعداد سكانها 305 نسمة حسب تعداد اليمن لعام 2004.